# Ordo amoris
Ordo amoris ( латинською назва «порядок любові») — це концепція католицької теології, що стосується належного впорядкування християнської любові . Іноді його змішують із спорідненим ordo caritatis (латиною «орден милосердя»).
Походячи з праць августинського імператора «Про місто Боже» та «Про християнську доктрину», і розширеної Фомою Аквінським у «Сумі теології», ця концепція тлумачиться як встановлення взаємопов’язаної ієрархії, згідно з якою «особлива увага» має бути приділена тим особам, які «завдяки збігу обставин часу, місця чи часу тісніше пов’язані» з християнською особистістю.  У сучасній філософії ordo amoris переважно асоціюється з німецьким філософом Максом Шелером та його працями про емоційне життя.

## Історична довідка

### Філософська драбина любови
Концепція ordo amoris передувала платонівська ідея «сходів кохання» або «сходження кохання», описана в «Симпозіумі » Платона, зокрема через персонаж Діотіми : 
- Сходження в любови: Діотима описує кохання як подорож від фізичної краси до оцінювання краси в усіх її проявах, що зрештою призводить до любові до самої краси (Форми Краси). Це сходження є поступовим переходом від нижчих до вищих форм кохання, що відображає пріоритетність у ordo amoris Шелера. .
- Філософський та духовний ріст : обидві концепції припускають, що любов має вести до особистісної трансформації, поглиблення розуміння цінностей та реальності.
- Освітні та етичні наслідки : В обох філософіях шлях або впорядкування любові є не лише особистим, але й має значення для того, як слід жити етично, навчаючи свої емоції та прихильності тому, що є справді цінним.

### Теологічний порядок любови
Ідея ordo amoris сягає своїх коренів у християнській думці, в якій її часто пов'язували з вченнями святого Августина Гіппонського, який писав про правильний порядок любові як ключ до морального життя: «коротке та правдиве визначення чесноти — це «правильно впорядкована любов»». Virtus est ordo amoris  :s15.22Ми впорядковуємо свою любов, практикуючи чотири кардинальні чесноти : поміркованість, мужність, справедливість і розсудливість, «які випливають на наших ближніх, які всі є носіями образу і самі є об’єктами любові Бога».  Філософія Августина наголошувала, що любов має бути спрямована насамперед на Бога, потім на любов до інших людей, а потім на матеріальні речі, відповідно до їхньої цінності стосовно божественного. 
Любов, для Томи Аквінського, є «доброзичливою дійсністю побажання добра якійсь людині», подібно до грецької агапе .  Однак ordo amoris не обов'язково означає конкуренцію між опозиційними любовами:
[...]Якщо хтось не любить свого ближнього, то він не любить і Бога, не тому, що ближній більш гідний любові, а тому, що він є першим, хто вимагає нашої любові; а Бог є більш гідним любові через Його більшу доброту.— Тома Аквінський, «Порядок любові», Сума теології II-II, q. 26, a. 2

#### Порядок благодійності
Для Томи Аквінського милосердя — це «по суті різновид дружби, яка полягає у взаємній раціональній любові, заснованій на певному «спілкуванні вічного щастя»», подібно до грецької philia : вона відрізняється від amoris, оскільки «друг любить ( amoris ) майно та інші речі свого друга, але він не має дружби з цими речами». 
Тома Аквінський писав:
[T]У речах, які любимо з любові, мусить бути певний порядок, і цей порядок залежить від першого принципу цієї любові, яким є Бог.— Тома Аквінський, «Порядок любові», Сума теології II-II, q. 26, a. 1 
Застосовуючи це до практичних питань порядку благодійності, можливість дає відповідальність:
Зв’язок однієї людини з іншою можна вимірювати залежно від різних справ, у яких люди спільно зайняті (наприклад, спілкування родичів стосується природних справ, співгромадян — громадянських, вірних — духовних тощо); і різні блага слід надавати по-різному відповідно до цих різних зв’язків, причому ми повинні передусім надавати кожному такі блага, які стосуються тієї справи, у якій [...] він найтісніше з нами пов’язаний. Проте це може змінюватися залежно від різних вимог часу, місця чи конкретної справи: адже в певних випадках, наприклад, слід допомогти чужинцеві в крайній потребі, а не власному батькові, якщо той не перебуває в такій нагальній потребі.— Тома Аквінський, «Доброчинність», Сума теології II-II, q. 31, a. 3 
Для Томи Аквінського ступінь зв'язку має бути розсудливо збалансований зі ступенем потреби:
Може статися так, що слід запросити чужинців (на їжу) через їхню більшу потребу. Але слід розуміти, що за інших рівних умов ми повинні допомагати насамперед тим, хто найтісніше з нами пов’язаний. А якщо з двох осіб одна пов’язана з нами ближче, а інша перебуває в більшій потребі, неможливо встановити загальним правилом, кому з них слід допомогти більше, оскільки існують різні ступені потреби та зв’язку: це питання вимагає судження розсудливої людини.— Тома Аквінський, «Доброчинність», Сума теології II-II, q. 31, a. 3 

### Етична теорія цінності
У своїй праці «Формалізм в етиці та неформальна етика цінностей» (1913–1916) Шелер розширив тему ordo amoris концепцію, інтегруючи її у свою теорію вартості. Шелер стверджує, що:
- Цінності є внутрішніми: вони існують незалежно від людського сприйняття та впорядковані відповідно до своєї природи.
- Любов як когнітивний акт: любов, для Шелера, це не просто емоція, а спосіб пізнання; вона розпізнає цінності та ранжує їх у ordo amoris .
- Ієрархія цінностей: Шелер описує чотири рівні цінностей – чуттєвий (задоволення та біль), життєвий (здоров'я, енергія), духовний (краса, істина, справедливість) та священний (священний, божественний). Правильний ordo amoris передбачає більше любові до вищих цінностей, ніж до нижчих.

Ordo amoris Шелера є динамічним, що свідчить про те, що особистісний розвиток передбачає постійне вдосконалення цього порядку любові, де людина вчиться повніше цінувати вищі цінності.

## Застосування

### Психологія та етика
Сучасні мислителі в галузі психології та етики можуть інтерпретувати ordo amoris з точки зору того, як люди повинні пріоритезувати свої почуття для досягнення психологічного здоров'я або етичної цілісності. Таким чином, французький філософ Альбер Камю у своїй першій філософській праці про абсурд перебував під впливом книги Шелера про співчуття, і особливо його поняття ordo amoris . Альбер Камю спирався на етику співчуття, розроблену Шелером, щоб забезпечити теоретичну основу, в рамках якої він переосмислює етичний та політичний проект Ніцше щодо подолання нігілізму . 

### Релігійна думка
У теології ця концепція продовжує бути актуальною в дискусіях про правильну спрямованість любові до Бога, інших та себе, часто відображаючись у пастирських повчаннях чи духовному керівництві.

### Культурна теорія
Ідею ordo amoris також можна застосувати для критики систем оцінки сучасної культури, досліджуючи, як суспільства можуть неправильно впорядковувати свою любов до матеріалізму чи поверховості на користь глибших цінностей. 

## Критика та дискусії

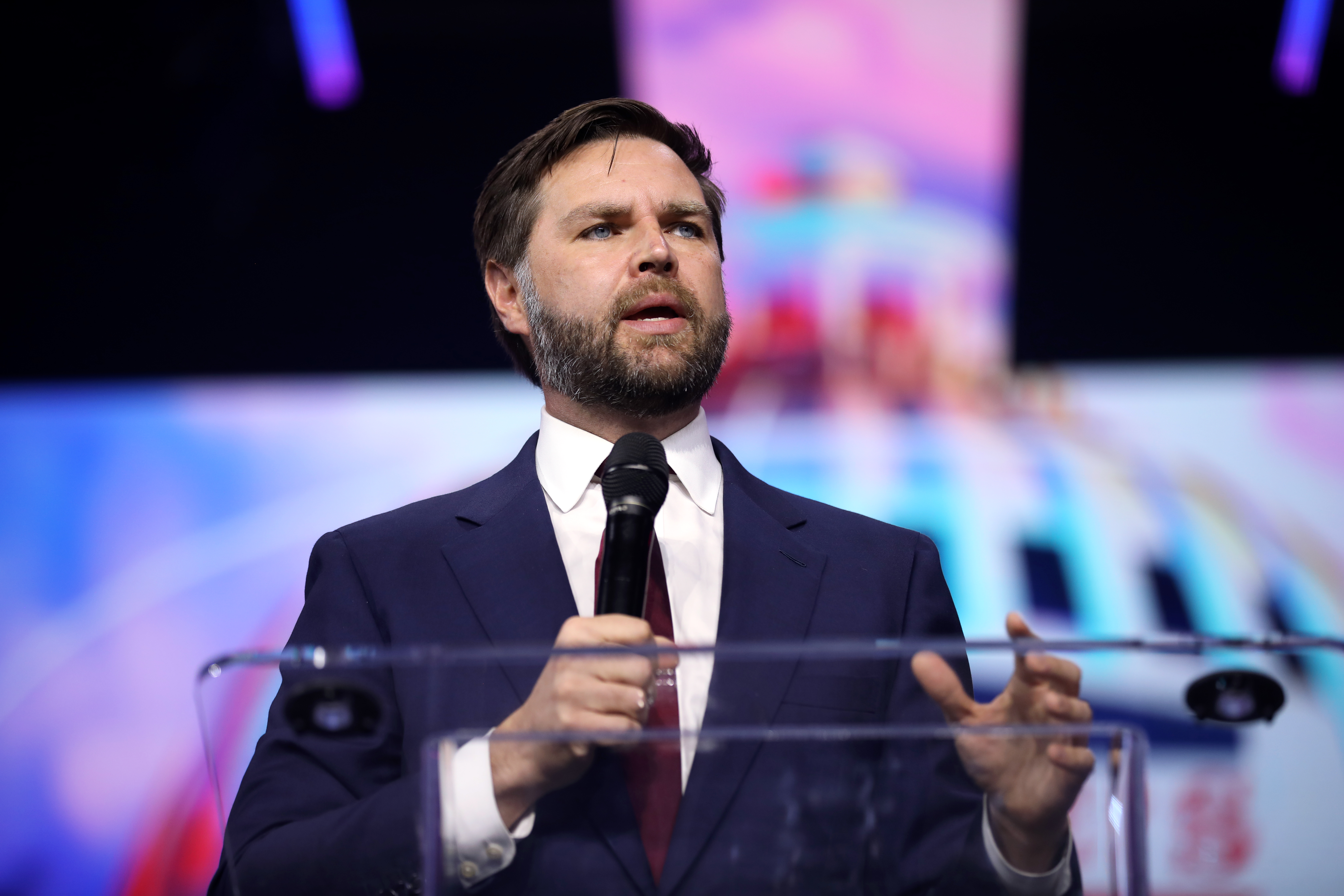
Посилання Дж. Д. Венса на ordo amoris для захисту політики зовнішньої допомоги другої адміністрації Трампа спричинив дискусію щодо правильного тлумачення та застосування цього концепту.

### Спростування любові до себе як упорядкованої любові
Поняття ordo amoris в теології вперше було оскаржено в XVI столітті. З часів протестантської Реформації такі діячі, як Мартін Лютер, відкидали поняття любові до себе і тим самим спростовували структуру ordo amoris . Метт Дженсон пише, що:
Повне заперечення Лютером любові до себе є радикалізацією і навіть у деяких моментах відкиненням поглядів Августина.

ordo amoris.

### Відмова від прескриптивної ієрархії
Критики можуть стверджувати, що жорстка ієрархія цінностей Шелера може бути надмірно директивною або не враховувати індивідуальні чи культурні відмінності у сприйнятті цінностей. Більше того, точаться дебати щодо практичного застосування такої ієрархії у повсякденному житті, де цінності часто конкурують, а не узгоджуються.

### Теологічна суперечка 2025 року
Віце-президент Сполучених Штатів Дж. Д. Венс 30 січня 2025 року посилався на концепцію ordo amoris в інтерв'ю з Шоном Ганніті, захищаючи політику іноземної допомоги другої адміністрації Трампа, сказав: «Ми повинні спочатку любити свою сім'ю, потім своїх сусідів, потім любити свою громаду, потім свою країну, і лише потім враховувати інтереси решти світу». 
Зауваження Венса викликали як похвалу , так і критику.   Ця суперечка призвела до публікації листа Папи Франциска до єпископів Сполучених Штатів Америки , в якому Папа заявив, що:
При перекладі збережи кодування для Вікіпедії

Справжній ordo amoris, який слід просувати, — це той, який ми відкриваємо, постійно роздумуючи над притчею про "Доброго Самарянина" (пор. Лк 10:25–37), тобто над любов’ю, яка будує братерство, відкрите для всіх без винятку.

## Зовнішні посилання
- Zbudilová, Helena (18 травня 2024). Formation of the Heart by the Heart - Scheler's Conception of the Ordo Amoris as a Challenge (not only) for Contemporary Leisure Pedagogy. Caritas et veritas. 13 (2): 63—76. doi:10.32725/cetv.2023.022.
- Santas, Gerasimos (1979). Plato's Theory of Eros in the Symposisum. Noûs. 13 (1): 67—75. doi:10.2307/2214796. ISSN 0029-4624.

Шаблон:Catholic philosophy footer